# Borujerd
Borujerd (persiska بروجرد) är en stad i västra Iran. Den ligger i provinsen Lorestan och har cirka 240 000 invånare.
Borujerd är belägen i en fruktbar dalgång vid en av Arvand Ruds bifloder. Staden är även känd för sin textilindustri, främst tillverkning av mattor.
Borujerd är födelseplatsen för Seyyed Hossein Borujerdi, Irans ledande marja 1947-1961.